# Engelbrecht II van Nassau-Breda

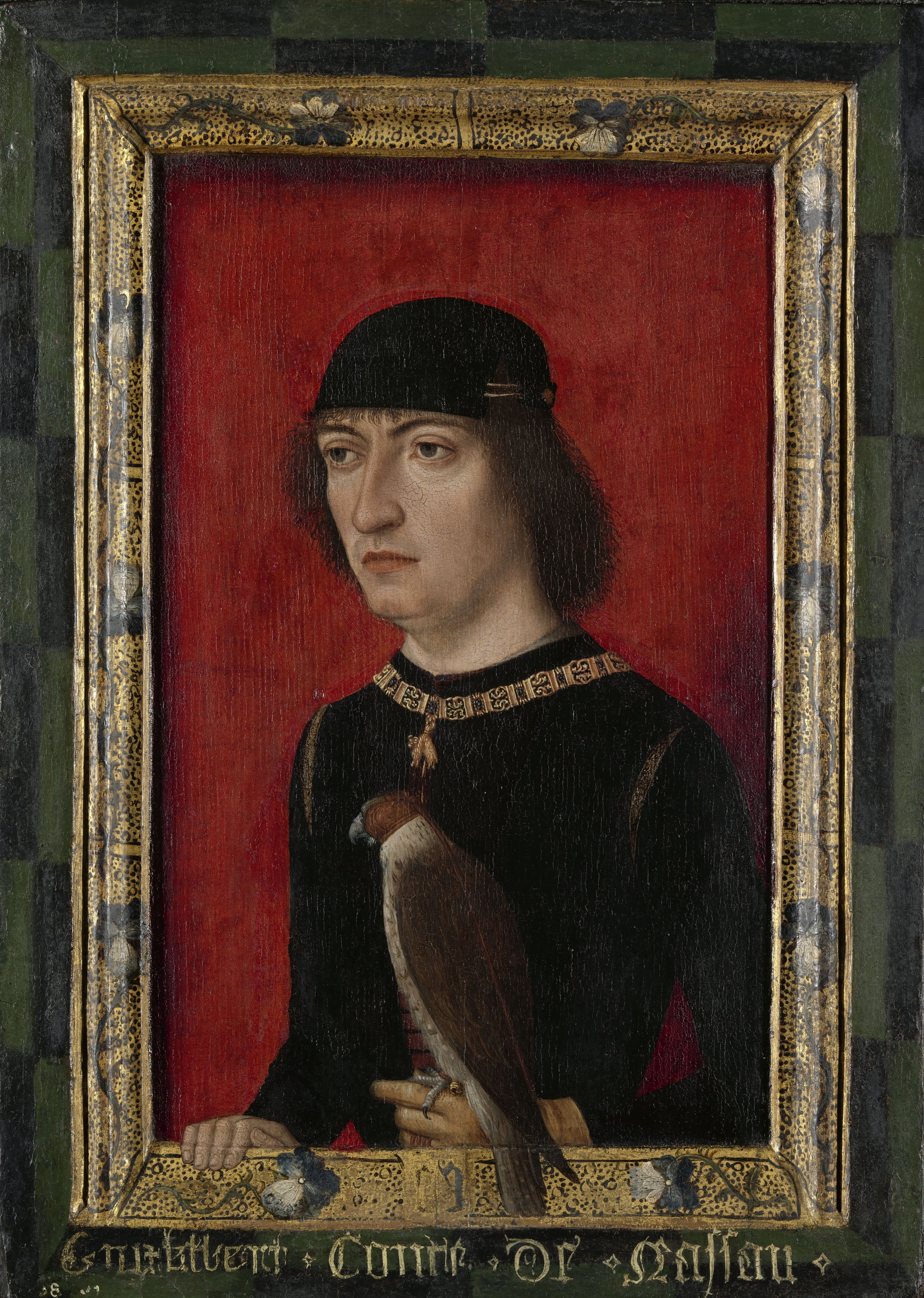
'Portret van Engelbrecht II van Nassau' in het Rijksmuseum Amsterdam.

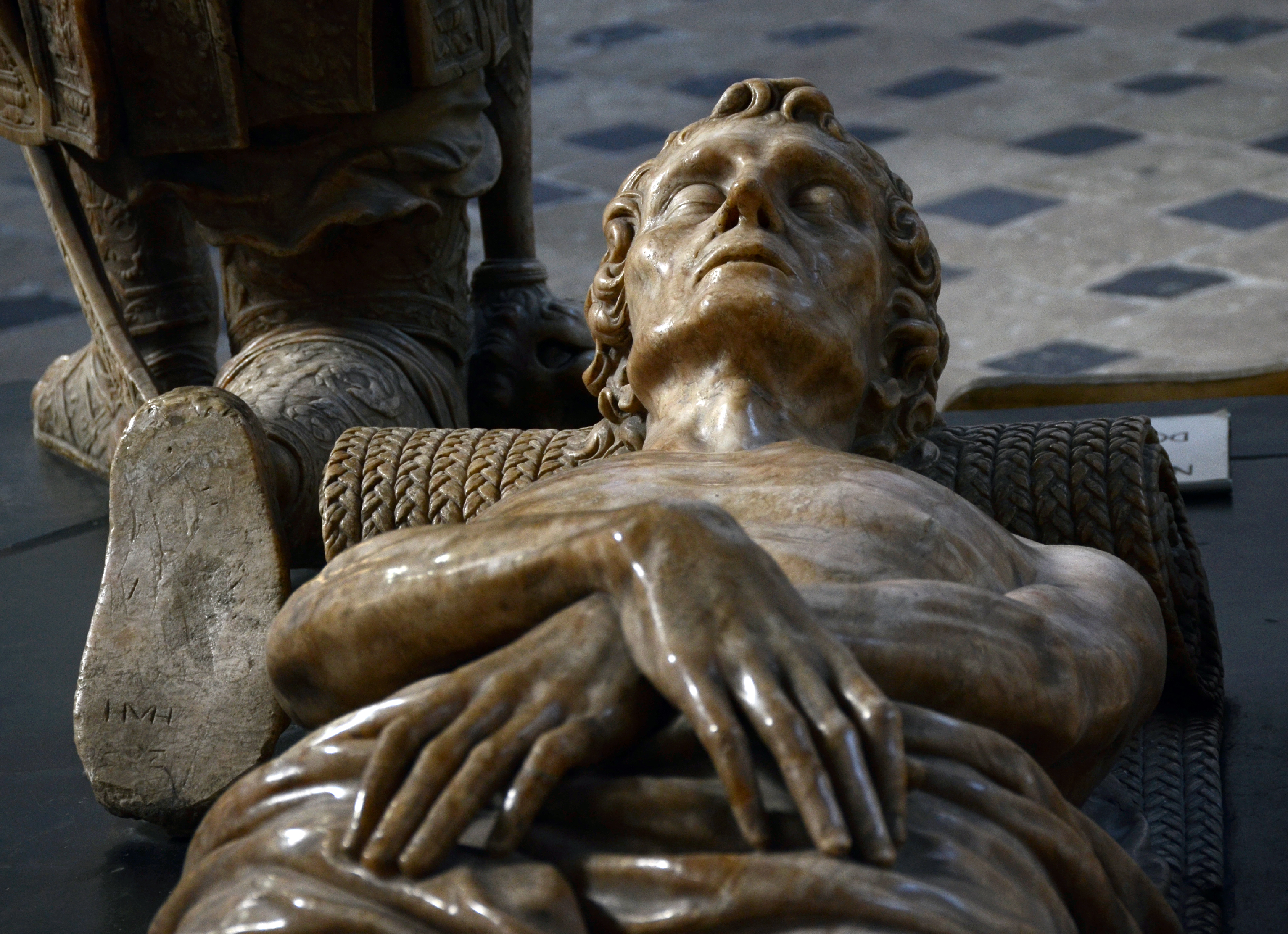
Praalgraf in de Grote Kerk van Breda

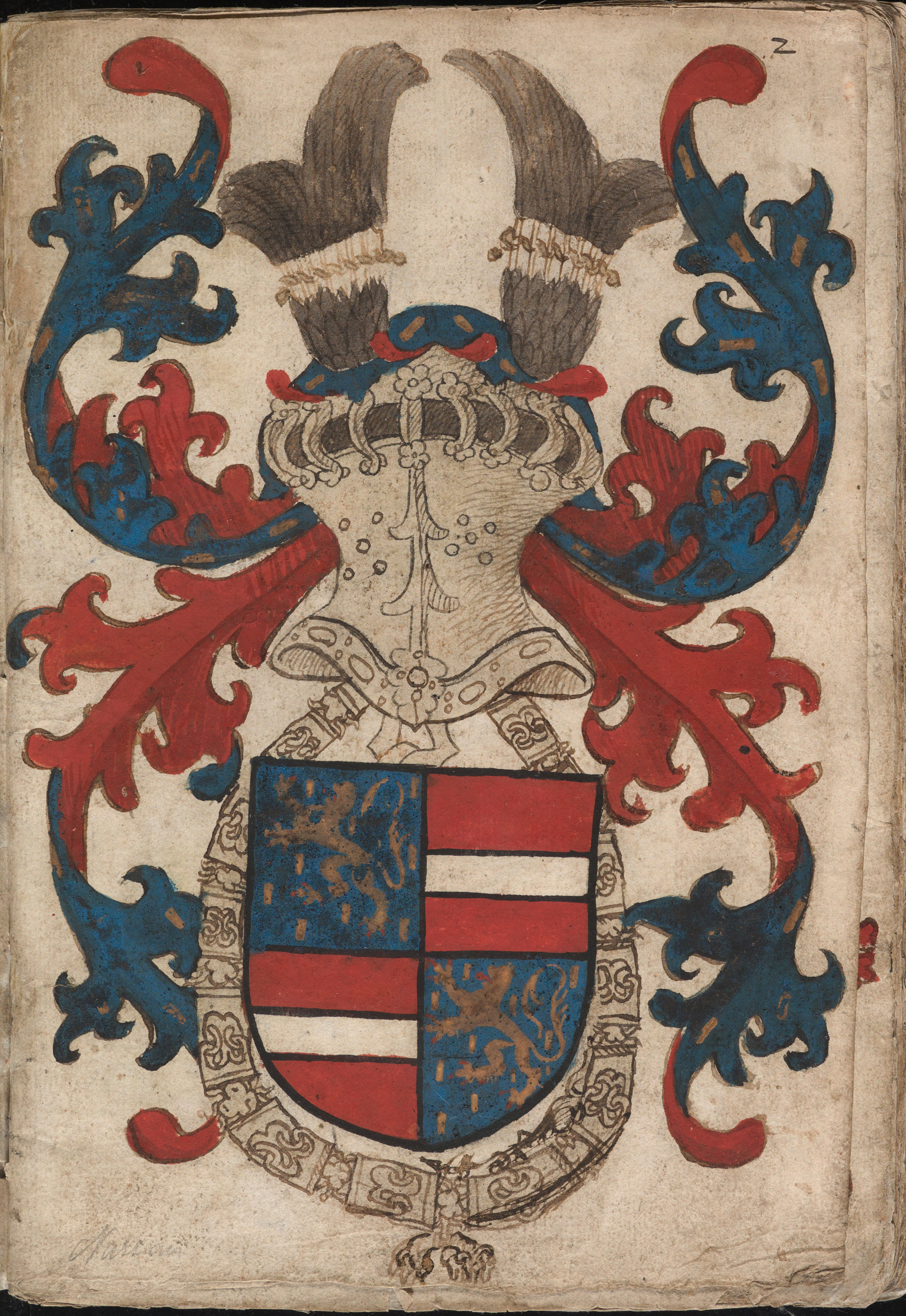
Wapen van Engelbrecht II van Nassau uit het Wapenboek Nassau-Vianden (ca. 1490). Het wapenschild is omgeven door de keten van de Orde van het Gulden Vlies, waarin Engelbrecht in 1473 werd opgenomen.

Engelbrecht II van Nassau-Breda, bijgenaamd de Roemrijke, graaf van Nassau, Dietz en Vianden, heer van Breda en de Lek, en van Roosendaal, Nispen en Wouw, internationale naam: Engelbert II (Breda, 17 mei 1451 — Brussel, 31 mei 1504), was binnen het Hertogdom Bourgondië een hoge en voorname Brabantse edelman uit Breda. Hij was de oudste van de twee zoons van Jan IV van Nassau en Maria van Loon-Heinsberg. In 1473 werd hij als eerste Bredase graaf van Nassau opgenomen in de Orde van het Gulden Vlies.
Engelbrecht II volgde op 27 juli 1475 zijn vader op in de Nederlandse bezittingen. Van 1475 tot zijn dood in 1504 was hij heer van Breda. Op 27 juli 1475 deed hij zijn blijde inkomst als heer van Breda. Bij deze gelegenheid bekrachtigde Engelbrecht II de privileges van de stad en de dorpen en verleende hij nog enkele voorrechten. De oorkonde had de volgende aanhef: Enghelbrecht, greve te Nassouw en ter Vyanden, heere tot Breda.
 Engelbrecht werd in 1499 (door een ruil met hertog Willem II van Gulik-Berg) burggraaf van Antwerpen, alsmede heer van Diest, Sichem en Zeelhem. Hij was al heer van de Lek, en kocht in 1501 de heerlijkheden Roosendaal, Nispen en Wouw.
Engelbrecht II bekleedde hoge militaire en bestuurlijke functies in dienst van de Bourgondische hertog Karel de Stoute. Door consequent de zijde van diens schoonzoon keizer Maximiliaan van Oostenrijk te kiezen, werd hij op het einde van zijn leven de voornaamste vertegenwoordiger van de Habsburgers in de Lage Landen. Filips de Schone benoemde hem in 1496 tot algemeen stadhouder van de Bourgondische Nederlanden. In 1501 deed Maximiliaan dat opnieuw.
Engelbrecht stierf op 54-jarige leeftijd.

## Levensloop
Engelbrecht treedt in dienst van Karel de Stoute (1467), die hem in de Luikse Oorlogen tot ridder slaat (1468). Hij trouwt met Cimburga van Baden in Koblenz (19 december 1468) en sluit een verdrag met zijn jongere broer Johan V van Nassau-Dietz (1472), waarin wordt bepaald dat Nederlandse en andere bezittingen links van de Rijn aan hem toekomen, en de Nassause aan zijn broer.
In 1473 wordt hij toegelaten tot de Orde van het Gulden Vlies en benoemd tot luitenant-generaal van Brabant en Limburg. In 1475 volgt hij zijn vader Jan IV van Nassau op als heer van Breda (zie boven).
In de Slag bij Nancy sneuvelt Karel de Stoute en neemt de militie van Straatsburg Engelbrecht krijgsgevangen (1477). Na een drietal maanden komt hij vrij en treedt hij in dienst bij Maximiliaan van Habsburg die met de dochter van Karel de Stoute, Maria van Bourgondië is getrouwd.
In 1479 voert Engelbrecht het bevel tijdens de Slag bij Guinegate tegen de Fransen. Hij is een van degenen die hun armen hebben ontbloot als provocatie, en zo aan de basis liggen van de benaming 'Dag van de opgestroopte mouwen' (Journée des Démanchés). Hij wordt voogd van de driejarige Filips de Schone (1482) en opperkamerheer van keizer Maximiliaan.
Op 25 juli 1487 nemen de Fransen hem gevangen tijdens de Slag bij Béthune. Na enkele jaren komt hij vrij tegen betaling van een forse som losgeld. Hij herneemt zijn taak als veldheer van Maximiliaan en heeft direct zijn handen vol met de Vlaamse Opstand tegen de niet-nagekomen toezeggingen van 1488. Hij neemt Damme in en snijdt zo de bevoorrading van het opstandige Brugge af. De uitgehongerde belegerden geven zich over en moeten de Vrede van Tours toestaan (29 november 1490). Plunderend en zich verrijkend trekt Engelbrecht twee jaar lang met zijn Duitse troepen door Vlaanderen.
Hij bereikt stilaan de top van de hiërarchie in de Nederlanden. In 1494 wordt hij voorzitter van de Grote Raad en in 1496 algemeen stadhouder van de Habsburgse Nederlanden. In 1499 komt hij in het bezit van het burggraafschap Antwerpen, door gebieden die zijn moeder Maria van Loon-Heinsberg had nagelaten te ruilen met hertog Willem IV van Gulik. Zo krijgt Engelbrecht Antwerpen, Diest, Seelhem en Zichem. In 1501 maakt Maximiliaan hem landvoogd van de Nederlanden. Hij laat zijn Brusselse paleis verfraaien en uitbreiden om de nieuwe status te weerspiegelen.

## Praalgraf
Graaf Engelbrecht sterft op 31 mei 1504 in Brussel. Vermoedelijk was de doodsoorzaak syfilis, opgelopen tijdens een van de veldtochten in Italië. Hij werd begraven in een praalgraf uit 1530 in de Grote- of Onze Lieve Vrouwekerk van Breda. Van dit praalgraf worden 19e-eeuwse mallen bewaard door de Afgietselwerkplaats in Brussel, en werd er ook een replica tentoongesteld.

## Nageslacht
Engelbrecht liet geen wettige kinderen na en benoemde Hendrik III van Nassau-Breda, een zoon van zijn broer, tot zijn erfgenaam. Het was Hendrik die voor zijn oom het grafmonument in albast bestelde.
Bastaardkinderen van Engelbrecht II en een onbekende vrouw:
- Engelbrecht van Nassau, jonker van Nassau, van de stad Antwerpen genoot hij een lijfrente van 500 rijnse guldens, overl. 1532.
- Barbara van Nassau, priores van het klooster Vredenberg, genoot eenzelfde lijfrente als haar broer sinds 1502. Na het overlijden van haar broer had zij recht op 1000 rijnse guldens per jaar; zij schreef hierover aan Willem van Oranje in 1554.

## Varia
Een belangrijke verkeersweg in Breda is vernoemd naar Engelbrecht II van Nassau, de Graaf Engelbertlaan. In de Martinuskerk in Princenhage bevindt zich een glasraam met een afbeelding van hem.
Ook is de Engelbrecht van Nassaukazerne van het Korps Commandotroepen te Roosendaal naar hem vernoemd.